# Louise Cliffe
Louise Cliffe é uma atriz e modelo, nascida em 9 de Dezembro de 1985, em Middleton, Greater Manchester, no Reino Unido. Foi uma modelo da Elite Model e também participou do Big Brother britânico.

## Biografia
Louise Cliffe, apelidada como "Manchesters Kelly Brook" nasceu em 1985, em Middleton, Greater Manchester. Ela competiu no Miss Manchester 2006 e conquistou o título. Porém, semanas mais tarde, teve seu título despojado, por ter feito trabalhos para revistas e sites masculinos antes do concurso. Em entrevista a um site britânico, Louise afirmou que leu todas as regras do concurso e nada estava escrito de que a modelo não poderia ter feito trabalhos assim antes. Mesmo com a reclamação, a direção do Miss Inglaterra acabou impedindo Louise de participar do concurso nacional. No mesmo ano, ela ganhou o cobiçado "Miss Maxim". Em 2008 fez participação num filme independente, intitulado de "Charlie Noades RIP" e também participou dos filmes Wrong Turn 3 - nova continuação de Pânico na Floresta, e Annihilation Earth. Depois disso, resolveu encerrar sua carreira de modelo glamour e se dedicar mais à modelagem comercial. Em 2011 participou do Big Brother britânico. 

## Modelo Glamour
Começou a se tornar uma das modelos britânica mais famosas por ter feito ensaios e sido capas em revistas como Maxim, Bizarre, Front e Zoo. Louise é uma das Candy Girls do CandyCrib. Junto com Kayleigh Pearson, Andrisani Claire, Natalie Oxley, Jerri Byrne, Hannah Joy Lewis, Jodie Nicholls e Krystle Gohel, ela passou a maior parte de 2005 vivendo no CandyCrib - um reality show com modelos glamour (modelos para revistas masculinas) do Reino Unido. Ensaios fotográficos para a seção on-line e uma agenda semanal têm aumentado ainda mais a sua reputação como modelo de classe mundial. No fim de 2008 ela decidiu encerrar sua carreira como modelo de revistas masculinas.

## Modelo comercial
Apesar de todo o sucesso na carreira de modelo glamour, Louise decidiu sair do pin-up para se dedicar à modelagem mais comercial. Suas campanhas incluem trabalhos para Avon, Fantasie Lingerie, Trinny & Susannah's Range e mais recentemente Nonno Pizzeria.
Em 2010 a modelo  assinou contrato com a Elite Models, uma das maiores agências de modelos do mundo. Os diretores da empresa revelaram que queriam tornar Louise uma estrela. Em 2012, Louise saiu da Elite Models e de várias outras agências. 

## Big Brother
Em Setembro de 2011, Louise foi anunciada como participante do Big Brother britânico. No dia 9 entrou na casa do BB. Recebeu o apelido de "Wonder Woman" dado pela atriz Pamela Anderson - a qual foi convidada para passar alguns dias no reality show. Em 31 de Outubro foi indicada para o "paredão", e em 4 de novembro venceu a participante Faye Palmer. Na final, em 11 de novembro, ficou em 4º lugar, recebendo aplausos do público em sua saída. Lá ela conheceu o também participante Jay McKray. Os dois casaram-se em 9 de Junho de 2012, porém em Julho de 2013 foi anunciado sua separação.

## Filmes
Em 2008 filmou "Charlie Noades R.I.P", "Wrong Turn 3" e "Annihilation Earth". O primeiro teve lançamento no mesmo ano (e relançamento em 2011), o segundo em Outubro/2009 e o terceiro em Dezembro/2009. 

## Filmografia / Tv
| Ano  | Título                      | Personagem | Nota                                  |  |
| ---- | --------------------------- | ---------- | ------------------------------------- |  |
| 2011 | Big Brother UK              | ela mesma  | Reality show                          |  |
| 2009 | Wrong Turn 3: Left for Dead | Sophie     | Filme/DVD                             |  |
| 2009 | Terra Aniquilada            | Nya        | Filme de televisão                    |  |
| 2008 | Charlie Noades R.I.P        | Olivia     | Filme (relançado em 2011 nos cinemas) |  |

No Brasil, Wrong Turn 3 foi lançado como "Floresta do Mal - Caminho da Morte" e está disponível em DVD e Blu-Ray. 
Annihilation Earth foi lançado apenas em tv a cabo, recebendo o título de Terra Aniquilada.
Já "Charlie Noades R.I.P" ainda é inédito.

## Discografia
Louise gravou o single "Let's Face It", em parceria com o The Social Network. Louise aparece com cinco personagens diferentes no clipe -  "Worka Holic 09", "Disco Debs", "Sexy Samy 07", "Rachel Loves Rock" e "Lovely Louise".